# Maude Valerie White
Pour les articles homonymes, voir White.
Maude Valérie White, née le 23 juin 1855 et morte le 2 novembre 1937, est une compositrice britannique née française. Elle est l’une des plus populaires de l’ère victorienne.

## Biographie
Maude Valérie White (1855 – 1937) est une compositrice anglaise, née en France, qui deviendra la plus populaire autrice de chansons (dans le genre sérieux) de la période victorienne.
Elle est née près de Dieppe de parents des classes moyennes supérieures. Elle a une sœur, Annie Campion, dédicataire d'Absent yet Present. La famille White s'installe en Angleterre alors que Maude n’a qu’un an. Elle passe son enfance à Heidelberg, à Paris, et en Angleterre. Elle se met au piano très jeune. À dix-sept ans, elle a déjà composé sa première chanson. Elle étudie la composition à Londres avec Oliver May, le contrepoint et l’harmonie avec W. S. Rockstro à Torquay. En 1876, White est admise à la Royal Academy of Music après avoir convaincu sa mère réticente de faire carrière dans la musique. À l’Académie, elle étudie la composition avec George Alexandre Macfarren et met en musique des poèmes écrits en anglais, allemand et français.
Maude Valérie White est la première femme à recevoir la prestigieuse Bourse Mendelssohn, en 1879. Au brusque décès de sa mère en 1881 elle est terrassée, partant ainsi au Chili retrouver sa sœur, Annie Campion, et se refaire une santé. À son retour à Londres en 1882, elle entreprend une carrière de compositrice et musicienne professionnelle. Elle fait son chemin en enseignant le piano et en écrivant des chants qu’elle joue lors de galas et soirées. Plus tard, par ses talents linguistiques, elle gagne sa vie en traduisant d'innombrables livres et pièces de théâtre.
En 1883, White vient à Vienne pour six mois et étudie avec Robert Fuchs. Il tente sans succès de la convaincre d’étendre ses compositions à d’autres genres instrumentaux, une tâche qu’elle n’a jamais suivie assidûment. Durant cette période, la musique de White se caractérise par “un choix de mots minutieux, des mélodies expansives, un sens du rythme et l’évitement de cadences régulières.” 
Dans les années 1890, son inspiration s'oriente vers le style du lieder allemand. Son ballet “The enchanted heart” montre l’influence du ballet russe. Ses œuvres, qualifiées d'impressionnistes - “La flûte invisible” (Victor Hugo), “Le foyer” (Verlaine) - montrent l'ambiance rêveuse et une place importante accordée à l’improvisation de motifs ou de figures répétées (quartes ou quintes ouvertes). Parmi ses succès, “Come to me in my dreams”, “Ye cupids droop each little head”, “Until (semper fidelis)”, “Mary Morison” et “My soul is an enchanted boat”.
Dans ses dernières années, Maude Valérie White écrit deux mémoires, “Friends and Memories” publié en 1914, et “My Indian Summer”, publié en 1932. Elle continue à organiser des concerts avec ses propres œuvres. la compositrice meurt à 82 ans en 1937, elle est inhumée au cimetière de l’église catholique Saint-Édouard, à Sutton Green, dans le Surrey.

## Œuvres

### Instrumental
- Scherzetto pour piano

### Musique vocale

#### Voix et piano
- 1878 : Espoir en Dieu, sur un texte de Victor Hugo
- 1882 : The Devout Lover, sur un texte de Walter Henrries Pollock (1850-1926)
- 1882 : Serenata espanola, sur un texte de José de Espronceda
- 1882 : When Passions Trance, sur un texte de Percy Bysshe Shelley
- 1888 : So We'll Go No More A Roving, sur un texte de Lord Byron
- 1895 : A Farewell Song, texte et musique de Maude Valérie White
- 1897 : 3 Little songs
  - When the Swallows Homeward Fly, sur un texte de John Henry Gordon (1838-1878) d'après Carl Herlossohn (1804-1849)
  - A Memory
  - Let Us Forget, sur un texte d'Arsène Darmesteter
- 1898 : King Charles, sur un texte de Robert Browning
- 1899 : The Old Gray Fox, sur un texte d'Arthur Conan Doyle
- 1899 : The Spring has Come !, sur un texte
- 1900 : Two Songs
  - Last Year sur un texte de William Ernest Henley
  - The Fifes of June
- 1905 : The Sweet Story of Old, sur un texte de Jemima Thompson Luke (1813-1906) pour deux voix (SA) et piano
- 1906 : In Golden June, sur un texte d'Ian Malcolm (1868-1944)
- 1924 : To Lesbia, sur un texte de James Rennell Rodd (1858-1941) d'après Gaius Valerius Catullus
- Absent yet Present, sur un texte d'Edward Bulwer-Lytton
- Love Me Sweet, with All Thou Art, sur un texte d'Elizabeth Barrett Browning
- A Finland Love Song, sur un texte de Thomas Moore
- To Mary, sur un texte de Percy Bysshe Shelley
- What I Do and What I Dream, sur un texte d'Elizabeth Barrett Browming

## Discographie
- In Praise of Woman, Hyperion 2004
- Women at an Exposition : Music Composed by Women and Performed at the 1893 World's Fair in Chicago, Koch International Classics, 1993

## Source
- (en) Cet article est partiellement ou en totalité issu de l’article de Wikipédia en anglais intitulé « Maude Valerie White » (voir la liste des auteurs).